# Dannie-Heineman-Preis für mathematische Physik
Der Dannie Heineman Preis für mathematische Physik wird jährlich vom American Institute of Physics und von der American Physical Society (APS) verliehen für besondere Leistungen im Bereich der mathematischen Physik. Er gilt als eine der höchsten Auszeichnungen auf diesem Gebiet. Das Preisgeld beträgt 7500 US-Dollar. Er wurde 1959 gestiftet durch den Elektroingenieur und Chef der Ingenieurfirma Sofinas Dannie N. Heineman (1872–1962), der um die Jahrhundertwende für AEG in Deutschland arbeitete.
Daneben gibt es noch seit 1979 den Dannie-Heineman-Preis für Astrophysik.

## Preisträger
- 1959 Murray Gell-Mann
- 1960 Aage Niels Bohr
- 1961 Marvin Leonard Goldberger
- 1962 Léon Van Hove
- 1963 Keith Brueckner
- 1964 Tullio Regge
- 1965 Freeman J. Dyson
- 1966 Nikolai Nikolajewitsch Bogoljubow (N.N.Bogoliubov)
- 1967 Gian-Carlo Wick
- 1968 Sergio Fubini
- 1969 Arthur Wightman
- 1970 Yōichirō Nambu
- 1971 Roger Penrose
- 1972 James Bjorken
- 1973 Kenneth Wilson
- 1974 Subrahmanyan Chandrasekhar
- 1975 Ludwig Dmitrijewitsch Faddejew (meist als Ludwig Faddeev zitiert)
- 1976 Stephen Hawking
- 1977 Steven Weinberg
- 1978 Elliott Lieb
- 1979 Gerard ’t Hooft
- 1980 Arthur Jaffe, James Glimm
- 1981 Jeffrey Goldstone
- 1982 John Clive Ward
- 1983 Martin Kruskal
- 1984 Robert Griffiths
- 1985 David Ruelle
- 1986 Alexander Markowitsch Poljakow (Polyakov)
- 1987 Rodney Baxter, exakt lösbare Modelle der statistischen Mechanik
- 1988 Julius Wess, Bruno Zumino
- 1989 John Stewart Bell
- 1990 Jakow Grigorjewitsch Sinai
- 1991 Jürg Fröhlich, Thomas C. Spencer
- 1992 Stanley Mandelstam
- 1993 Martin Gutzwiller
- 1994 Richard Arnowitt, Stanley Deser, Charles Misner
- 1995 Roman Jackiw
- 1996 Roy Jay Glauber, für Quantenoptik und Streuung bei kurzen Wellenlängen
- 1997 Harry Lehmann
- 1998 Edward Witten, Nathan Seiberg für Einsichten in die Dynamik stark wechselwirkender supersymmetrischer Theorien und Stringtheorien und insbesondere für die Untersuchung von Dualitäten.
- 1999 Barry McCoy, Tai Tsun Wu, Alexander Borissowitsch Samolodtschikow (Zamolodchikov)
- 2000 Sidney Coleman für entscheidende Beiträge zur modernen Elementarteilchenphysik, insbesondere Symmetriebruch, Rolle interner und Raum-Zeit Symmetrien und der Struktur der Lösungen wichtiger Modelle der Quantenfeldtheorie
- 2001 Wladimir Igorewitsch Arnold, für seine fundamentalen Beiträge zum Verständnis der Dynamik und der Singularitäten von Abbildungen.
- 2002 John Schwarz, Michael Green für fundamentale Beiträge zur Superstring-Theorie
- 2003 James W. York, Yvonne Choquet-Bruhat für Beweise von Eindeutigkeit und Existenz von Lösungen der Allgemeinen Relativitätstheorie für eine Reihe von Quellen sowie für Formulierungen, die eine numerische Behandlung verbessern.
- 2004 Gabriele Veneziano, für seine Pionierarbeit in der Entdeckung von Modellen Dualer Resonanz, die sich zur Stringtheorie und einer Basis der Quantengravitation entwickelten.
- 2005 Giorgio Parisi für fundamentale Entdeckungen in weiten Bereichen der Elementarteilchenphysik, Quantenfeldtheorie, statistischen Mechanik, speziell seine Arbeiten über Spin Gläser und ungeordnete Systeme.
- 2006 Daniel Z. Freedman, Peter van Nieuwenhuizen, Sergio Ferrara für die Konstruktion der Supergravitation und ihre Entwicklung
- 2007 Joseph Polchinski, Juan Maldacena für wichtige Entwicklungen in Stringtheorie, Quantenfeldtheorie, Gravitation.
- 2008 Mitchell Feigenbaum für die Entwicklung der Theorie des deterministischen Chaos
- 2009 Carlo Becchi, Alain Rouet, Raymond Stora und Igor Wiktorowitsch Tjutin für die Entdeckung und Nutzung der BRST-Symmetrie für die Quantisierung von Eichtheorien, womit sie ein fundamentales und wesentliches Werkzeug für weitere Entwicklungen bereitstellten
- 2010 Michael Aizenman für seine Entwicklung des Random current (zufällige Ströme) Zugangs zu Korrelationen, was breite Anwendung fand, insbesondere in seinem strengen nichtstörungstheoretischen Beweis der Trivialität von {\displaystyle \phi ^{4}} Feldtheorien.
- 2011 Herbert Spohn für seine Beiträge zur statistischen Mechanik des Nichtgleichgewichts.
- 2012 Giovanni Jona-Lasinio für seine Beiträge zu den Beziehungen zwischen statistischer Mechanik, Feldtheorie und Theorie der Elementarteilchen
- 2013 Michio Jimbō und Tetsuji Miwa für ihre grundlegenden Entwicklungen auf dem Gebiet integrabler Systeme und deren Korrelationsfunktionen in statistischer Mechanik und Quantenfeldtheorie, unter Verwendung von Quantengruppen, algebraischer Analysis und Deformationstheorie.[1]
- 2014 Gregory W. Moore für herausragende Beiträge zur mathematischen Physik mit einem großen Einfluss in vielen Bereichen, angefangen von der Stringtheorie zur supersymmetrischen Eichtheorie, konforme Feldtheorie, Physik der kondensierten Materie und der Theorie vierdimensionaler Mannigfaltigkeiten.
- 2015 Pierre Ramond für pioneering foundational discoveries in supersymmetry and superstring theory, in particular the dual model of fermions and the theory of the Kalb-Ramond field.
- 2016 Andrew Strominger und Cumrun Vafa
- 2017 Carl M. Bender
- 2018 Barry Simon
- 2019 Bill Sutherland, Francesco Calogero und Michel Gaudin
- 2020 Svetlana Jitomirskaya
- 2021 Joel Lebowitz
- 2022 Antti Kupiainen, Krzysztof Gawedzki
- 2023 Nikita Alexandrowitsch Nekrassow
- 2024 David Brydges
- 2025 Samson L. Shatashvili